# Гуранда (Ботошани)
Гуранда (рум. Guranda) насеље је у Румунији у округу Ботошани у општини Дурнешти. Oпштина се налази на надморској висини од 174 m.

## Становништво
Према подацима из 2002. године у насељу је живело 960 становника, од којих су сви румунске националности.